# Rittierode
Rittierode ist eine Ortschaft der Stadt Einbeck im südniedersächsischen Landkreis Northeim.

## Geografie
Rittierode befindet sich im östlichen Teil der Stadt Einbeck und liegt östlich der Leine.

## Geschichte
Im Zuge der Gebietsreform in Niedersachsen, die am 1. März 1974 in Kraft trat, wurde die zuvor selbständige Gemeinde Rittierode in die Gemeinde Kreiensen eingegliedert. Als Teil dieser Gemeinde wurde Rittierode am 1. Januar 2013 eine Ortschaft der neugebildeten Stadt Einbeck.

## Politik

### Ortsrat
Der Ortsrat von Rittierode setzt sich aus 5 Ratsmitgliedern zusammen. Die laufende Amtszeit begann am 1. November 2021 und endet am 31. Oktober 2026.
- Wgem. Rittierode: 5 Sitze

(Stand: Kommunalwahl am 12. September 2021)

### Ortsbürgermeister
Der Ortsbürgermeister ist Matthias Zaft (WG).

## Kultur und Sehenswürdigkeiten

### Bauwerke
Prägendes Gebäude des Ortes ist die Kirche.

### Vereine/Sport
- Tischtennisverein TTC Rittierode
- Reitverein Rittierode
- Förderverein Bürgerhaus

## Wirtschaft und Infrastruktur
Öffentliche Einrichtungen
- Ortsfeuerwehr
- Frauenhilfe
- Bürgerhaus